# SANDRE-Code
Der SANDRE-Code, benannt nach der Gewässerdatenbank SANDRE (Service d’Administration Nationale des Données et Référentiels sur l’Eau) ist die Identifikationsnummer, mit der man in Frankreich jedes Gewässer eindeutig bezeichnen kann. Er wurde nach staatlichen Vorgaben für jedes einzelne Gewässer festgelegt und dient der Vereinheitlichung bei der Datenverwaltung.

## Gebietsdefinitionen
Die Schlüsselbildung für die hydrographischen Gebiete orientiert sich an folgenden Einzugsgebieten in Frankreich:
| Hydrographisches Bassin | Hydrographische Region               |
| ----------------------- | ------------------------------------ |
| Artois-Picardie         | D = Rhein-Zuflüsse                   |
|                         | E = Küstenflüsse                     |
| Rhein-Maas              | A = Rhein                            |
|                         | B = Maas                             |
| Seine-Normandie         | F = Seine (Unterlauf) incl. Marne    |
|                         | G = Küstenflüsse der Haute-Normandie |
|                         | H = Seine (Oberlauf)                 |
|                         | I = Küstenflüsse der Basse-Normandie |
| Loire-Bretagne          | J = Bretagne                         |
|                         | K, L, M = Loire                      |
|                         | N = Küstenflüsse südlich der Loire   |
| Adour-Garonne           | O = Garonne                          |
|                         | P = Dordogne                         |
|                         | Q = Adour                            |
|                         | R = Charente                         |
|                         | S = Küstenflüsse                     |
| Rhône-Méditérannée      | U = Saône                            |
|                         | V = Rhone                            |
|                         | W = Isère                            |
|                         | X = Durance                          |
|                         | S = Küstenflüsse                     |
| Korsika                 | Y                                    |
| Guadeloupe              | 1                                    |
| Martinique              | 2                                    |
| Französisch-Guayana     | 5, 6, 7, 8, 9                        |
| Réunion                 | 4                                    |
| Mayotte                 |                                      |

Die Hydrographischen Regionen sind aufgrund der kleinräumigeren Sub-Einzugsgebiete weiter untergliedert in
- Hydrographische Sektoren (z. B. X1),
- Hydrographische Untersektoren (z. B. X12) und
- Hydrographische Zonen (z. B. X125).

## Aufbau des Codes
Der SANDRE-Code umfasst acht Stellen, bestehend aus Buchstaben, Ziffern oder dem Zeichen „-“.
- Stelle 1: Hydrographische Region
  - Stelle 1–2: Hydrographischer Sektor
    - Stelle 1–3: Hydrographischer Untersektor
      - Stelle 1–4: Hydrographische Zone
- Stelle 5–7: Ordnungsnummer
- Stelle 8: Gewässer-Art

Entspricht ein Gewässer exakt einer hydrographischen Zone, wird diese in seinen Code übernommen, fließt es durch mehrere Zonen, erhält es an der mehrdeutigen Stelle das Zeichen „-“.
Die Gewässer-Art beschreibt, ob es sich um ein
- Natürliches Fließgewässer (Code 0),
- einen natürlichen Seitenarm (Code 1)
- einen künstlichen Wasserweg (Kanal) (Code 2) oder
- ein Stillgewässer (Code 3) handelt.

Beispiele
- Fluss Viveronne besitzt den Code P7370500. Die Nummer kann wie folgt aufgeschlüsselt werden:
  - er verläuft einzig in der hydrographischen Zone: P737
  - die Ordnungsnummer lautet: 050
  - Schlüssel für die Gewässerart: 0 (natürliches Fließgewässer)
- Fluss Dronne besitzt den Code P7--0250. Die Nummer kann wie folgt aufgeschlüsselt werden:
  - er verläuft in den hydrographischen Zonen: P746, P744, P742, P734, P731, P730, P716, P715, P714, P711, P710, P702, P701, und P700. Er durchquert somit mehrere Zonen und Untersektoren, bleibt aber im Sektor P7. Dies wird in den Code übernommen, die mehrdeutigen Stellen erhalten das Zeichen „-“.
  - die Ordnungsnummer lautet: 025
  - Schlüssel für die Gewässerart: 0 (natürliches Fließgewässer)
- Fluss Garonne besitzt den Code O---0000. Die Nummer kann wie folgt aufgeschlüsselt werden:
  - er verläuft eine Vielzahl von hydrographischen Zonen die nur die hydrographische Region O gemeinsam haben. Diese wird in den Code übernommen, die mehrdeutigen Stellen erhalten das Zeichen „-“.
  - die Ordnungsnummer lautet: 000
  - Schlüssel für die Gewässerart: 0 (natürliches Fließgewässer)
- Die Flüsse Loire (----0000) und Seine (----0010) können, wie auch viele Kanäle, nicht einmal einer hydrographischen Region eindeutig zugeordnet werden und erhalten auch an dieser Stelle das Zeichen „-“.

## Datenbankabfrage
Die Suche nach Fließgewässern kann unter  www.sandre.eaufrance.fr erfolgen. Sie erlaubt das Auffinden von Fließgewässern nach  Name (Toponym) oder SANDRE-Code.
Folgende Daten werden angezeigt:
- Name
- SANDRE-Code
- Status und Aktualisierungsdatum
- Länge
- Quell- und Mündungskoordinaten
- durchquerte Regionen, Départements und Gemeindegebiete
- durchquerte hydrographische Zonen
- alternative Bezeichnungen des Gewässers
- Größe des Einzugsgebietes
- Abflussweg
- Zuflüsse

Darüber hinaus gibt es noch eine zoombare kartographische Darstellung.
Stillgewässer können derzeit nicht abgefragt werden.